# Campeonato Mundial de Atletismo Sub-20 de 2022 - Lançamento de dardo feminino
A prova do lançamento de dardo feminino do Campeonato Mundial de Atletismo Sub-20 de 2022 ocorreu nos dias 1 e 2 de agosto de 2022 no Estádio Olímpico Pascual Guerrero, em Cali, na Colômbia.

## Recordes
Antes desta competição, os recordes mundiais e do campeonato nesta prova eram os seguintes:
|       | Nome             | Nacionalidade | Distância | Local             | Data                |
| ----- | ---------------- | ------------- | --------- | ----------------- | ------------------- |
| WU20R | Yuleimis Aguilar | Cuba          | 63.86 m   | Edmonton          | 2 de agosto de 2015 |
| CR    | Vira Rebryk      | Ucrânia       | 63.01 m   | Bydgoszcz         | 10 de julho de 2008 |
| WU20L | Adriana Vilagoš  | Sérvia        | 62.76 m   | Sremska Mitrovica | 11 de junho de 2022 |

Os seguintes recordes mundiais ou do campeonato foram estabelecidos durante esta competição: 
| Data        | Evento | Nome            | Nacionalidade | Distância | Notas                 |
| ----------- | ------ | --------------- | ------------- | --------- | --------------------- |
| 2 de agosto | Final  | Adriana Vilagoš | Sérvia        | 63.52     | Recorde do campeonato |

## Medalhistas
| Ouro                  | Prata                   | Bronze                |
| Adriana Vilagoš (SRB) | Valentina Barrios (COL) | Manuela Rotundo (URU) |

## Cronograma
Todos os horários são locais (UTC-5).
| Data        | Hora  | Evento       |
| ----------- | ----- | ------------ |
| 1 de agosto | 06:05 | Qualificação |
| 2 de agosto | 14:20 | Final        |

## Resultados

### Qualificação
Qualificação: 54,50 m (Q) ou pelo menos melhor 12 qualificado (q).
| Posição | Atleta                    | Nacionalidade  | Tentativas | Tentativas | Tentativas | Marca | Notas |
| Posição | Atleta                    | Nacionalidade  | 1          | 2          | 3          | Marca | Notas |
| ------- | ------------------------- | -------------- | ---------- | ---------- | ---------- | ----- | ----- |
| 1       | Adriana Vilagoš           | Sérvia         | 58.87      |            |            | 58.87 | Q     |
| 2       | Momoko Tsuji              | Japão          | 52.23      | 56.07      |            | 56.07 | Q     |
| 3       | Mckyla van der Westhuizen | África do Sul  | 54.92      |            |            | 54.92 | Q     |
| 4       | Veronika Šokota           | Croácia        | 48.12      | 53.34      | -          | 53.34 | q     |
| 5       | Fanni Kövér               | Hungria        | 52.73      | x          | -          | 52.73 | q     |
| 6       | Christina Lahrs           | Alemanha       | 52.72      | 45.94      | x          | 52.72 | q     |
| 7       | Valentina Barrios         | Colômbia       | 52.53      | 49.26      | x          | 52.53 | q     |
| 8       | Aoi Murakami              | Japão          | 50.60      | 52.38      | 49.82      | 52.38 | q     |
| 9       | Manuela Rotundo           | Uruguai        | 46.89      | 52.28      | x          | 52.28 | q     |
| 10      | Emilia Karell             | Finlândia      | 52.19      | x          | x          | 52.19 | q     |
| 11      | Mackenzie Mielczarek      | Austrália      | 50.16      | 48.40      | 50.07      | 50.16 | q     |
| 12      | Vivian Suominen           | Finlândia      | 46.81      | 48.03      | 48.89      | 48.89 | q     |
| 13      | Alyssa John               | Alemanha       | 48.13      | x          | 46.87      | 48.13 |       |
| 14      | Stefani Navarro da Silva  | Brasil         | 47.60      | 47.73      | x          | 47.73 |       |
| 15      | Sanija Ozoliņa            | Letónia        | 42.51      | 47.45      | x          | 47.45 |       |
| 16      | Elizabeth Bailey          | Estados Unidos | 41.99      | 40.95      | x          | 41.99 |       |

### Final
A prova final foi realizada no dia 2 de agosto às 14:20. 
| Posição           | Atleta                    | Nacionalidade | Tentativas | Tentativas | Tentativas | Tentativas | Tentativas | Tentativas | Marca | Notas                 |
| Posição           | Atleta                    | Nacionalidade | 1          | 2          | 3          | 4          | 5          | 6          | Marca | Notas                 |
| ----------------- | ------------------------- | ------------- | ---------- | ---------- | ---------- | ---------- | ---------- | ---------- | ----- | --------------------- |
| Medalha de ouro   | Adriana Vilagoš           | Sérvia        | 60.66      | 63.34      | 63.52      | 55.03      | -          | 60.39      | 63.52 | Recorde do campeonato |
| Medalha de prata  | Valentina Barrios         | Colômbia      | 51.67      | 53.36      | 56.39      | 57.84      | 57.62      | 50.88      | 57.84 | NU20R                 |
| Medalha de bronze | Manuela Rotundo           | Uruguai       | 52.96      | 50.98      | 53.20      | 49.43      | 53.77      | 55.11      | 55.11 |                       |
| 4                 | Veronika Šokota           | Croácia       | 54.35      | 54.47      | 52.43      | x          | 48.90      | x          | 54.47 |                       |
| 5                 | Fanni Kövér               | Hungria       | 51.91      | 54.03      | 53.09      | 54.38      | x          | 52.62      | 54.38 |                       |
| 6                 | Momoko Tsuji              | Japão         | 52.96      | 51.76      | 50.79      | 53.65      | 53.82      | 52.59      | 53.82 |                       |
| 7                 | Mckyla van der Westhuizen | África do Sul | 53.44      | 52.71      | 53.36      | x          | x          | 51.38      | 53.44 |                       |
| 8                 | Emilia Karell             | Finlândia     | 51.41      | 49.91      | 53.26      | 47.85      | 48.76      | 49.05      | 53.26 |                       |
| 9                 | Mackenzie Mielczarek      | Austrália     | 49.43      | 52.50      | 52.94      |            |            |            | 53.94 |                       |
| 10                | Aoi Murakami              | Japão         | 51.60      | 51.44      | x          |            |            |            | 51.60 |                       |
| 11                | Vivian Suominen           | Finlândia     | 46.65      | 51.26      | x          |            |            |            | 51.26 |                       |
| 12                | Christina Lahrs           | Alemanha      | 50.55      | 50.26      | x          |            |            |            | 50.55 |                       |
| 13                | Sanija Ozoliņa            | Letónia       | 42.16      | 41.62      | x          |            |            |            | 42.16 |                       |

Legenda
| Recorde mundial       | Recorde mundial (World record)               |                       | Recorde africano                      | Recorde africano (African) |                                           | Q | Classificado por posição (Qualified) |
| Recorde do campeonato | Recorde do campeonato (Championship record)  | Recorde da América    | Recorde da América (Americas)         | q                          | Classificado por melhor tempo (Qualified) |   |                                      |
| Melhor marca do ano   | Melhor marca do ano (World leading)          | Recorde asiático      | Recorde asiático (Asian)              | DNS                        | Não largou (Did not start)                |   |                                      |
| Recorde nacional      | Recorde nacional (National record)           | Recorde europeu       | Recorde europeu (European)            | DNF                        | Não terminou (Did not finish)             |   |                                      |
| Recorde pessoal       | Recorde pessoal do atleta (Personal best)    | Recorde da Oceania    | Recorde da Oceania (Oceania)          | DSQ / DQ                   | Desclassificado (Disqualified)            |   |                                      |
| Recorde da temporada  | Recorde da temporada do atleta (Season best) | Recorde sul-americano | Recorde sul-americano (South America) | NM                         | Sem marca (No mark)                       |   |                                      |